# Haminoea galba
Haminoea galba är en snäckart. Haminoea galba ingår i släktet Haminoea och familjen Haminoeidae. Inga underarter finns listade i Catalogue of Life.